# 廃止代替バス

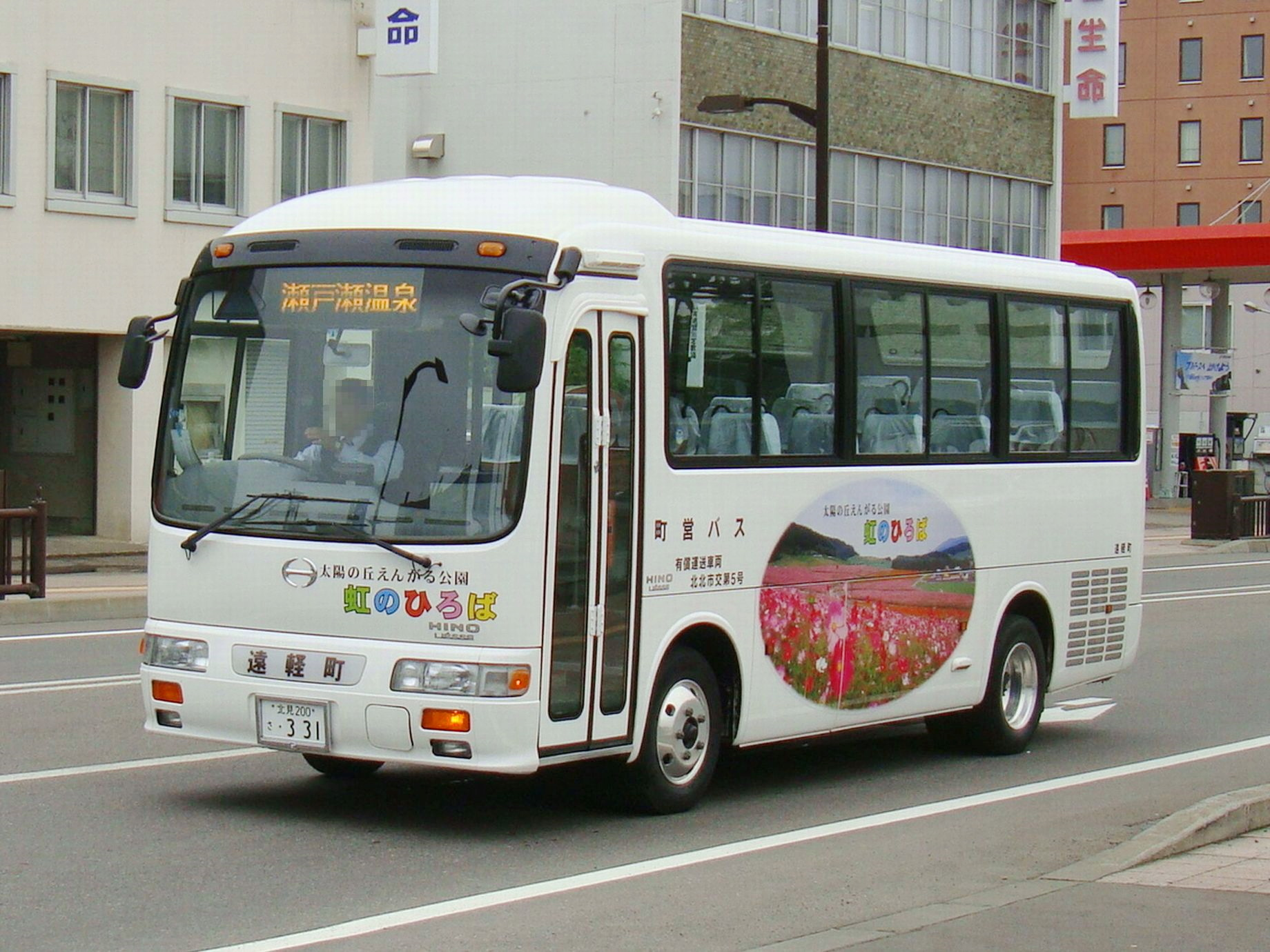
遠軽町営バス
北海道北見バスの廃止代替バス
遠軽町による自家用有償旅客運送

廃止代替バス（はいしだいたいバス）とは、既存の鉄道路線またはバス路線などの公共交通機関が廃止された際に、その代替として恒常的な運行を前提として設定されるバス路線である。

## 概要
大きくは、鉄道路線が廃止されて路線バスに転換される廃止代替バスと、既存のバス路線が廃止されてその代替として運行される廃止代替バスに区別される。過疎地においては、民営バス会社（廃止路線を運行していた鉄道事業者の系列会社であることも多い）が運行した鉄道廃止代替バスが、利用者減によりさらに廃止され、その廃止代替バスを地方自治体が主導して運行する事例が増加している。この場合はコミュニティバスの形態で運行されることもある。
道路運送法が改正される2006年以前には、地方自治体により旧21条バス（貸切バス事業者への運行委託）または旧80条バス（現在の自家用有償旅客運送）の運行形態を採る場合もあった。
なお、鉄道の一時的な輸送途絶（災害や事故、大規模工事など）を補完するためのバス輸送は「バス代行」として区別される。

## 鉄道廃止代替バス

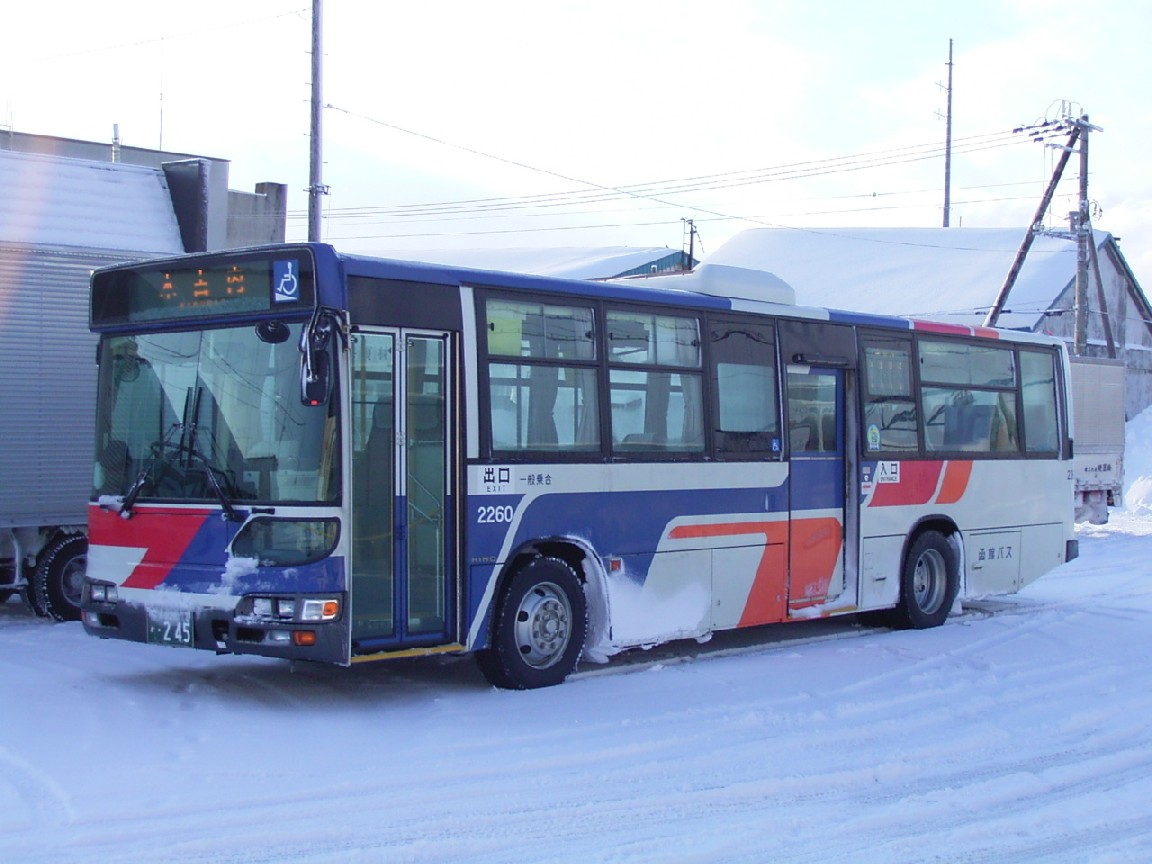
木古内・松前線（函館バス）
北海道旅客鉄道松前線廃止による鉄道廃止代替バスの一例

鉄道廃止代替バスとは、鉄道路線が廃止（廃線）されたのちに、当該鉄道営業区間に開設されるバス路線である。鉄道路線廃止後に交通形態がバス路線に転換されることから、「転換バス」とも称する。鉄道廃止代替バスは地方自治体だけでなく、民間バス事業者によって運行されることもあり、既存の路線バスが並行している場合にはその路線が代替となる場合もある。
鉄道廃止代替バスではそれまでの鉄道に比べ運賃が高くなる傾向があるため、鉄道と代替バスの定期運賃の差額を自治体が補助するなどの激変緩和措置を取る場合もある。一例として深名線の廃止に伴い、沿線から乗車する学生への便宜を図る観点から定期運賃の差額を沿線自治体が補助する措置が取られた。
鉄道廃止代替バスの検討に当たっては、従前の鉄道路線の運行形態をほぼそのままバスに置き換えるケースが少なくない。これは、鉄道事業廃止届の提出から実際の路線廃止・鉄道廃止代替バスの運行開始まで期間が1年程度と短く（通常のバス路線再編の場合、数年間の社会実験を実施してから本格運行開始となるケースが少なくない）、利用動態の十分な検証が成される前に運行開始に踏み切らざるを得ないという事情によるものである。しかし、（廃止された鉄道路線同様に）代替バス路線が実際の沿線住民の需要と異なるなどの理由で、利用者の自家用車への逸走が著しい場合も少なくなく、名鉄谷汲線の廃止に伴う名阪近鉄バスのように鉄道代替路線バスさえ廃止になってしまう場合もある。一方で、事前に利用動態を十分分析してから運行を開始したのと鉄道能登線の廃止代替路線バスや、天北線の廃止代替バス路線であり、利用者減少のために路線の再編を行った天北宗谷岬線のように、鉄道運行時より利用の見込める経路に変更され、鉄道営業区間とは一部異なる経路で運行されるようになった結果、利便性が向上した例もある。

### 軌道路線からの代替事例
1960年代から1970年代にかけては、路面電車（軌道路線）の廃止に伴う廃止代替バスが日本全国各地で見られた。
都市部においても、東京都電や横浜市電の廃止により、都営バスや横浜市営バスが代替路線を運行した。また東急バス大橋営業所は東急玉川線（玉電）廃止後の代替バス運行のため設立された営業所である。

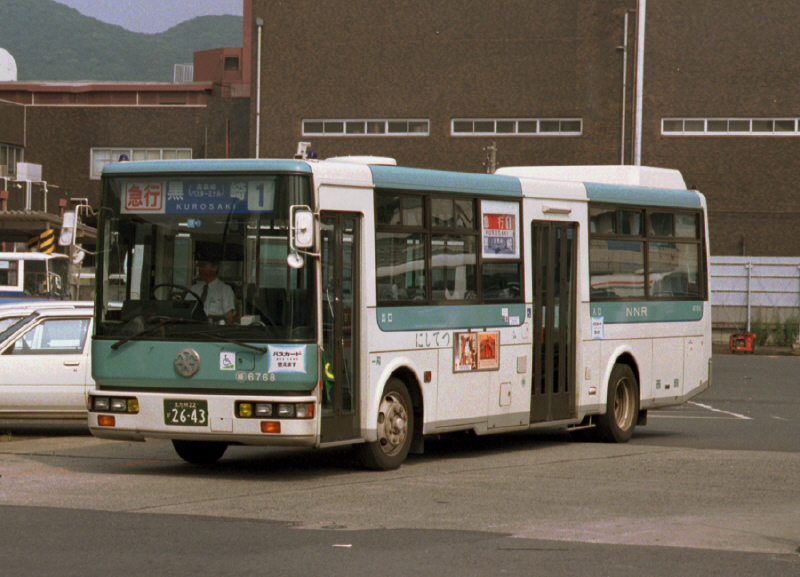
電車代替バス（西日本鉄道） 路面電車（西鉄北九州線）廃止による鉄道廃止代替バスの一例
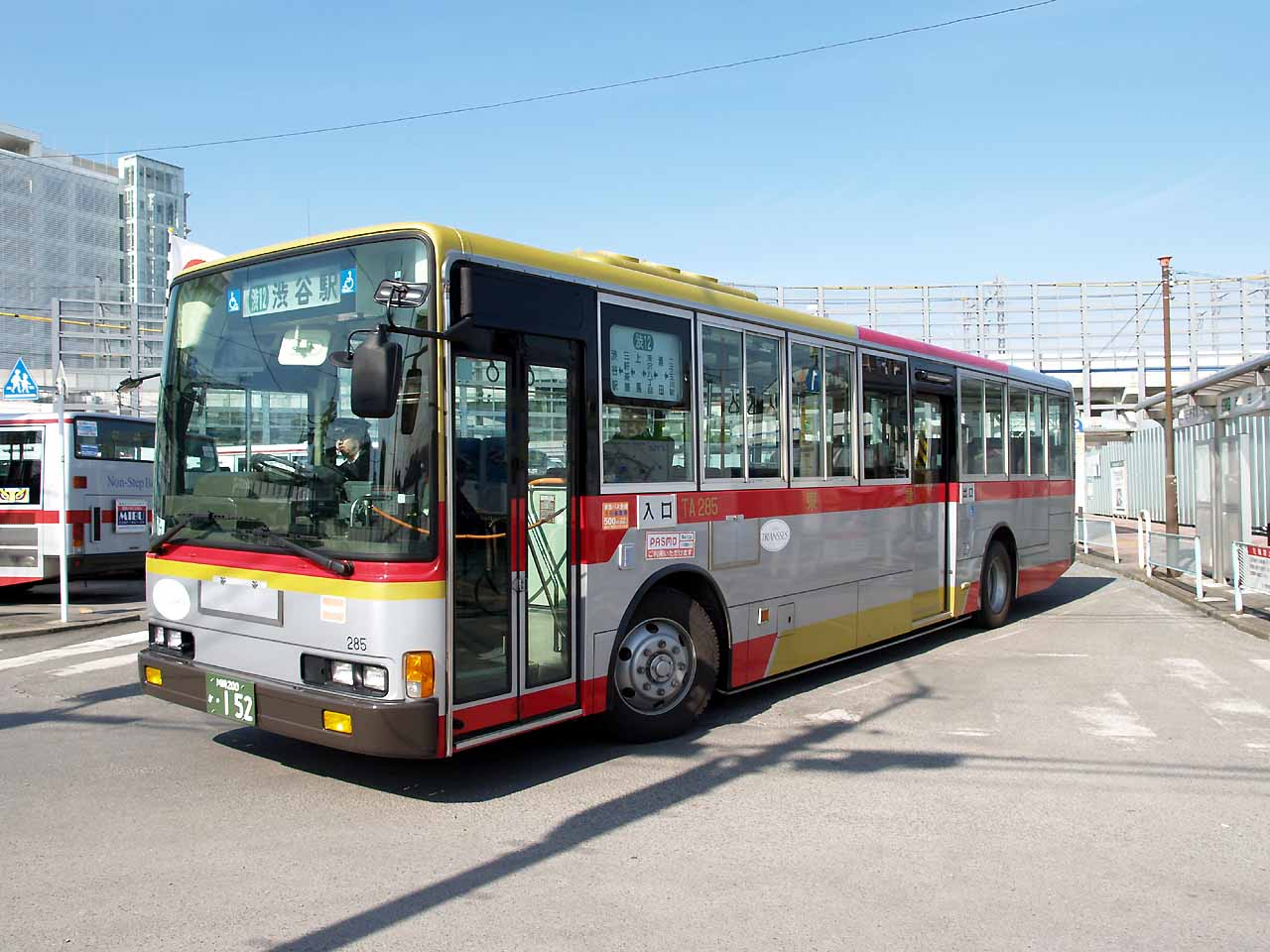
東急バス渋12系統 東急玉川線（玉電）代替バスとして運行開始された

### BRTによる代替事例
BRTとはバス・ラピッド・トランジットの略で、バスを基盤とした大量輸送システムのことである。
東日本大震災で被災したJR大船渡線（気仙沼駅 - 盛駅間）・気仙沼線（柳津駅 - 気仙沼駅間）では、当初はJRバスにより通常の振替輸送が行われていたが、代替バスとしての気仙沼線・大船渡線BRTに移行し、鉄道路線としては後追いで2020年4月1日に廃止されている。
なお、鉄道路線の代替交通がBRTとして運行されている例として、気仙沼線・大船渡線BRTと同様に自然災害の被災によるものとしては、日田彦山線BRT（九州旅客鉄道・JR九州バス）がある。ただし全線廃止ではなく被災区間のみBRTによる復旧という形をとっている（日田彦山線#復旧とBRT転換も参照）。
またローカル私鉄の鉄道事業廃止によるものとしてはひたちBRTがあり、日立電鉄日立電鉄線の廃線跡を利用してBRTとして運行している。当初は日立電鉄傘下の日立電鉄交通サービスがバスを運行していたが、日立電鉄の解散と日立電鉄交通サービスの茨城交通への吸収合併により、その後は茨城交通が運行している。

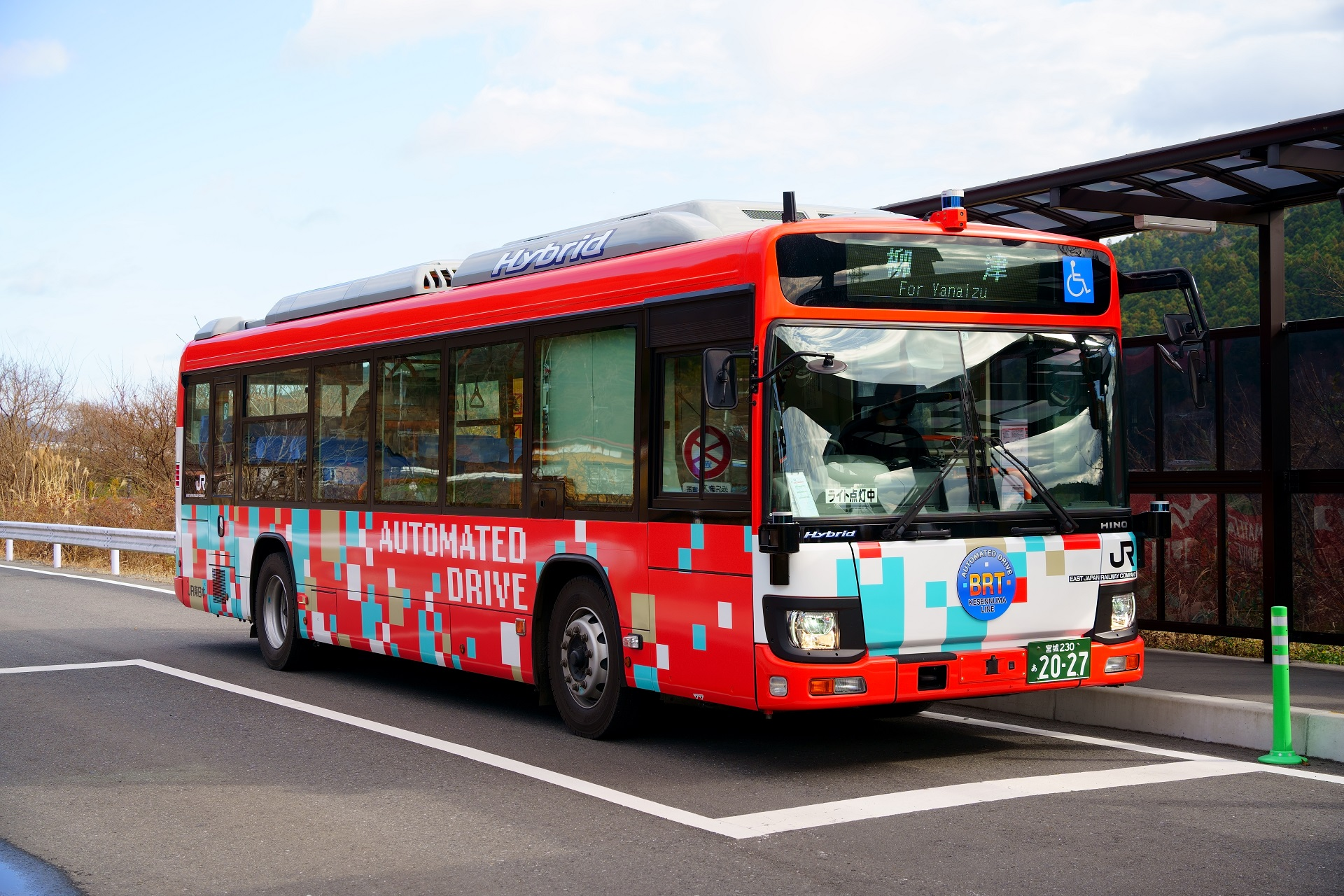
気仙沼線BRTの自動運転バス
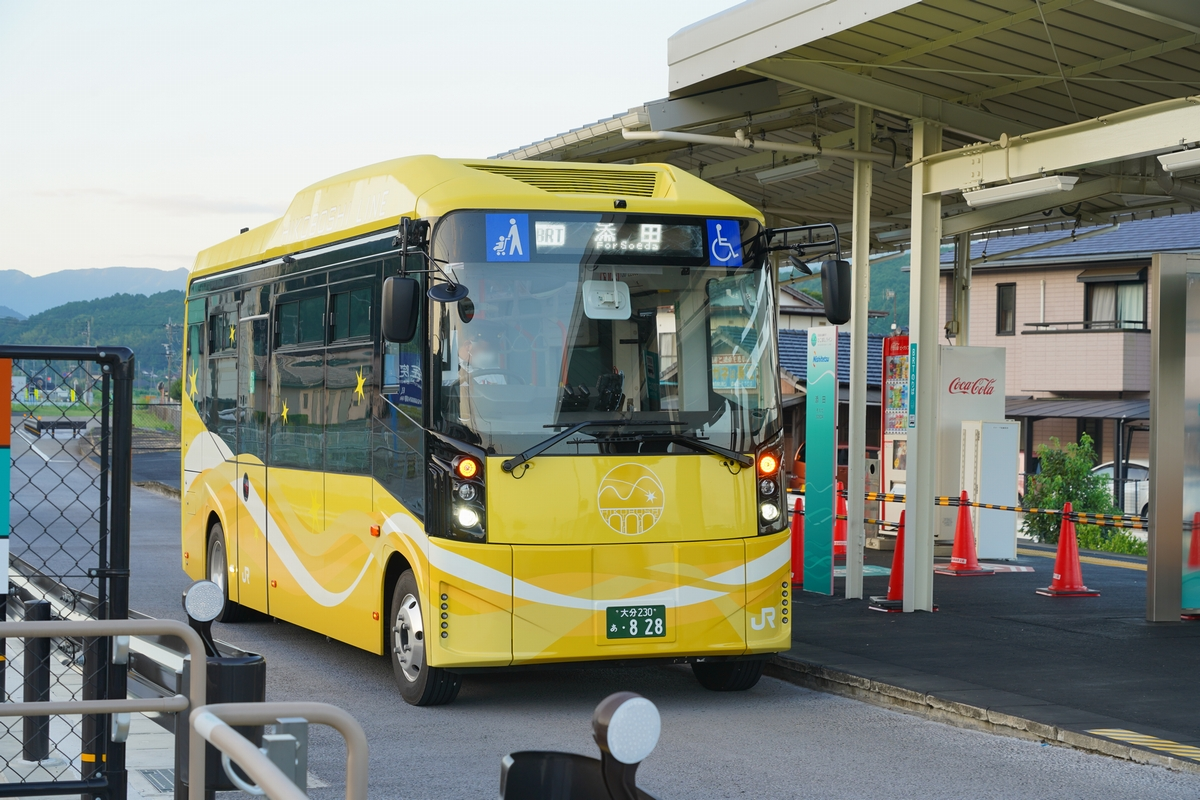
日田彦山線BRT
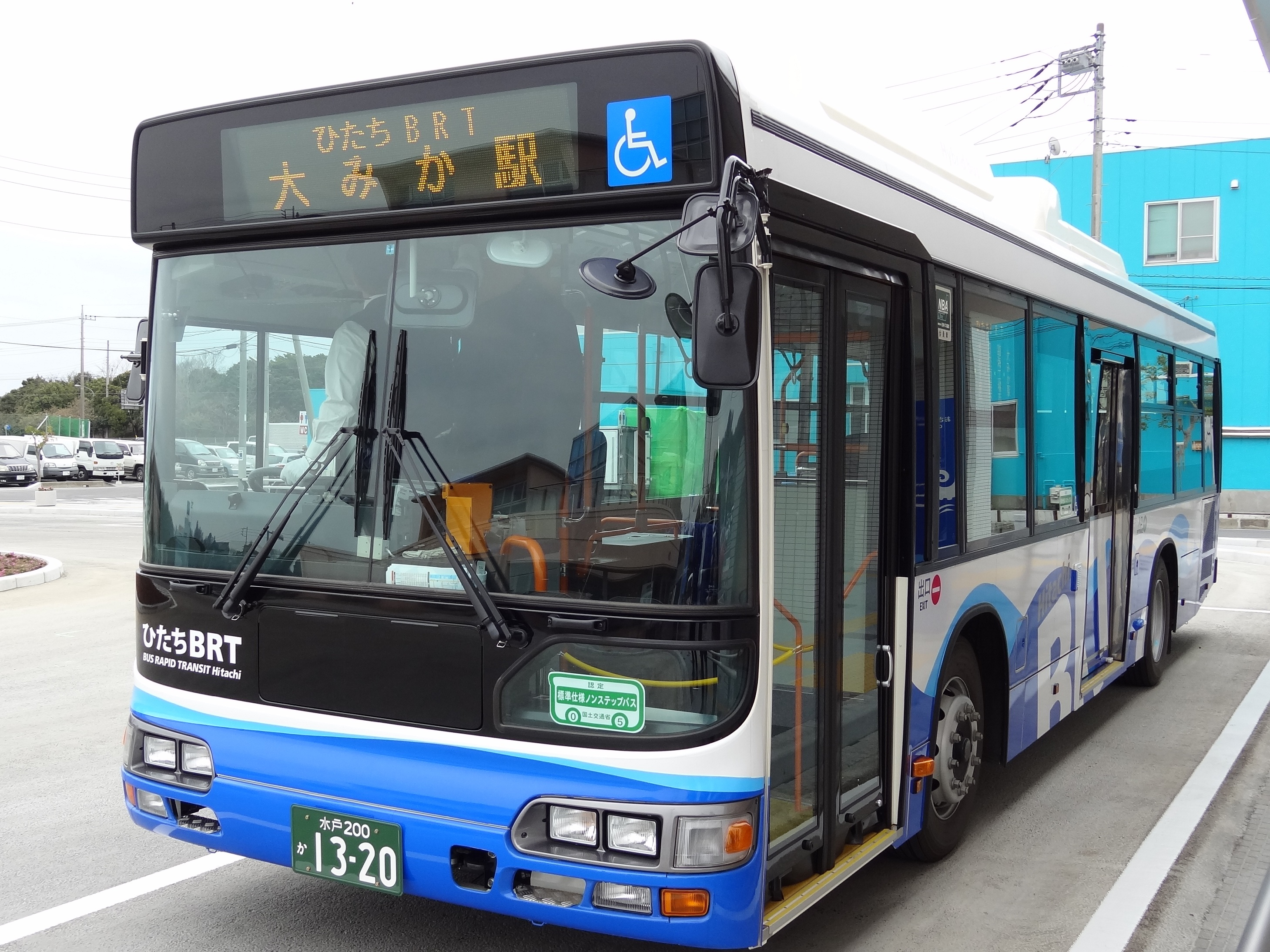
ひたちBRT

## バス廃止による廃止代替バス

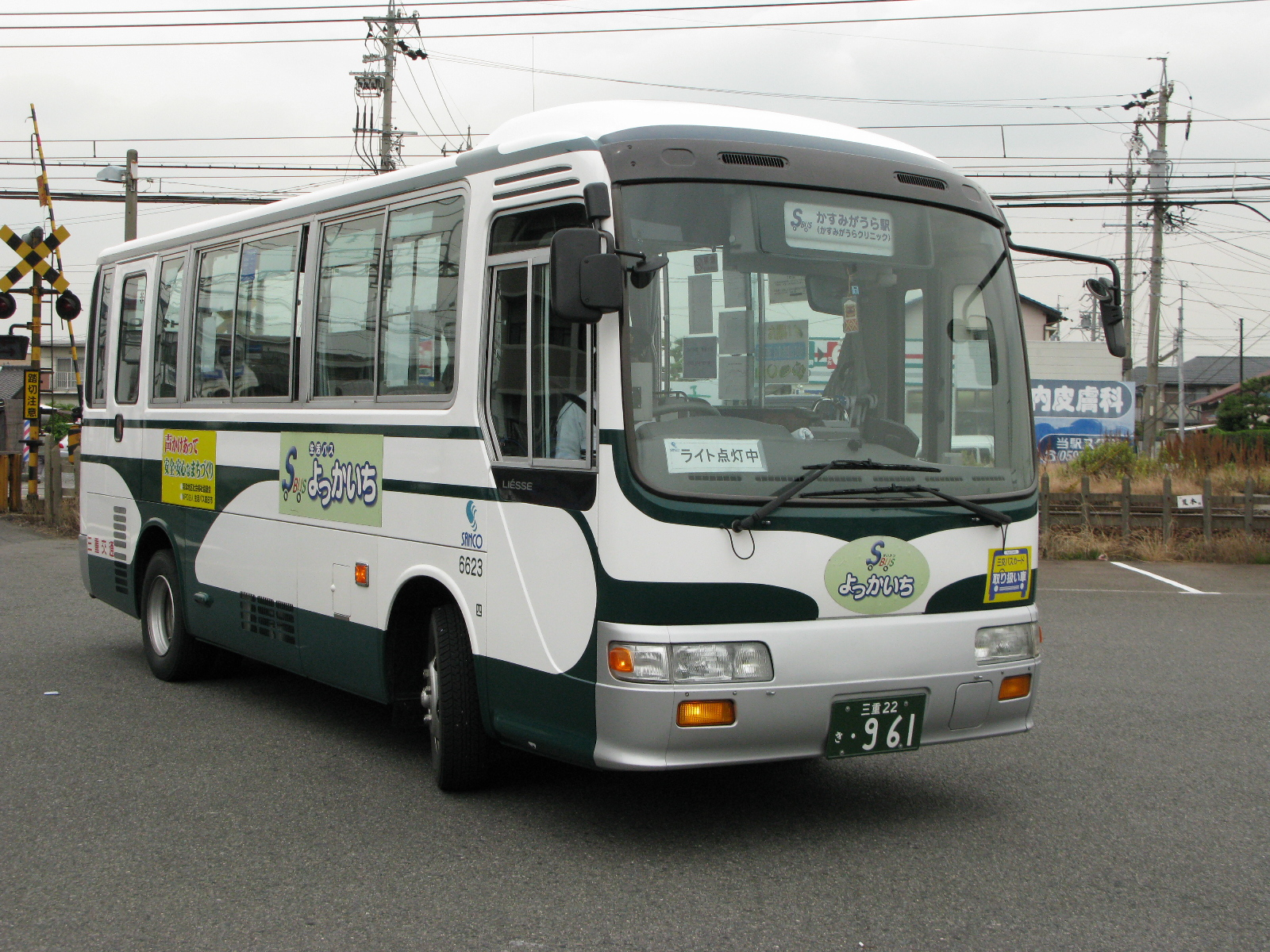
生活バスよっかいち
地域のNPO法人による廃止代替バス
三重交通へ運行委託

既存のバス路線が、利用者減やバス事業者の地域からの撤退、バス事業者の事業撤退や廃業など、何らかの原因で廃止されることがある。1970年代以降のモータリゼーションの進展および過疎化と東京一極集中に加え、2000年代からはバス事業規制緩和によりバス路線からの撤退が容易になり、また規制緩和により増加した貸切バス事業者がツアーバスへ参入して高速路線バスの乗客を奪い、地方の乗合バス事業者は急速に経営体力を失っていった。こうした中で既存のバス路線の撤退が相次ぎ、これを受けて廃止代替バスが運行されるようになった。
バス路線廃止による廃止代替バスは、民営バスから別の民営バス事業者への代替（自治体からの補助金で赤字補填する方式）、民営バスから自治体が主導するコミュニティバス（自家用有償旅客運送を含む）への代替例などがある。
また2000年代以降は、三重交通の廃止代替バスとして地域住民団体が立ち上げた生活バスよっかいちを筆頭に、運行主体が自治体ではなくNPO法人等による自主運行コミュニティバスも現れている。

## その他の廃止代替バス
鉄道路線やバス路線の廃止以外にも、船舶の定期航路廃止により廃止代替バスが運行されるケースもある。一例として、静岡県沼津市が運行するデマンド式乗合タクシー「ふじみgo!」は、戸田運送船の定期航路廃止を受け、同社の関連会社であるタクシー事業者の戸田交通に委託して運行開始したものである。